# Yucuiji
Yucuiji är en ort i Mexiko.   Den ligger i kommunen San Esteban Atatlahuca och delstaten Oaxaca, i den sydöstra delen av landet, 300 km sydost om huvudstaden Mexico City. Yucuiji ligger 2 852 meter över havet och antalet invånare är 201.
Terrängen runt Yucuiji är kuperad österut, men västerut är den bergig. Runt Yucuiji är det ganska tätbefolkat, med 54 invånare per kvadratkilometer. Närmaste större samhälle är Heroica Ciudad de Tlaxiaco, 17,8 km norr om Yucuiji. I omgivningarna runt Yucuiji växer huvudsakligen savannskog.